# 實生泰介
實生 泰介（みばえ たいすけ　昭和42年7月22日 - ）は、日本の外交官。

## 人物
大阪府出身。平成3年3月、東京大学法学部第二類卒業。

## 略歴
- 平成3年4月　外務省入省
- 平成17年12月　在アメリカ合衆国日本国大使館 一等書記官
- 平成20年1月　在アメリカ合衆国日本国大使館 参事官
- 平成21年1月　経済局政策課調査室長 兼経済局経済連携課
- 平成21年7月　経済局国際経済課欧州連合経済室長
- 平成23年7月　総合外交政策局軍縮不拡散・科学部不拡散・科学原子力課長
- 平成25年7月　大臣官房 兼内閣事務官 内閣官房内閣参事官（内閣官房副長官補付） 内閣官房拉致問題対策本部事務局政策企画室長
- 平成27年8月　在中華人民共和国日本国大使館 参事官
- 平成29年1月　在中華人民共和国日本国大使館 公使
- 平成29年7月　在アメリカ合衆国日本国大使館 公使
- 令和元年6月　在大韓民国日本国大使館 公使
- 令和3年6月　大臣官房参事官兼アジア大洋州局、アジア大洋州局南部アジア部
- 令和4年8月　大臣官房審議官（アジア大洋州局、アジア大洋州局南部アジア部担当）

## 同期
- 有馬裕（23年北米局長・22年南部アジア部長・21年大臣官房審議官（大使））
- 石月英雄（24年国際協力局長）
- 内田浩行（22年ストラスブール総領事）
- 大鶴哲也（22年内閣総理大臣秘書官）
- 小川秀俊（23年コンゴ民主共和国大使）
- 北川克郎（24年欧州局長）
- 河邉賢裕（23年総合外交政策局長・22年北米局長・21年在米国大使館公使）
- 島田丈裕（24年在米国大使館公使・22年儀典長・21年大臣官房総括担当審議官兼公文書監理官）
- 髙橋良明（24年バンクーバー総領事）
- 橋場健（23年スポーツ庁審議官・21年リオデジャネイロ総領事）
- 松永健（23年トロント総領事）
- 御巫智洋（24年次席国連大使・22年国際法局長）
- 毛利忠敦（24年ウラジオストク総領事）